# 合恩角自治市

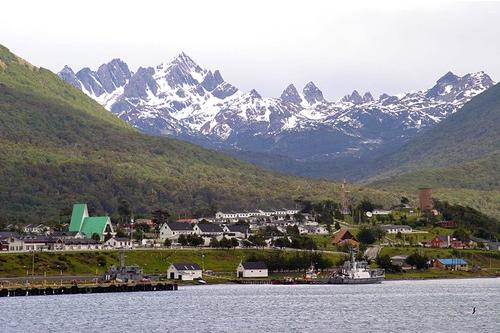

合恩角自治市（Commune of Cabo de Hornos）是智利的一个市镇，位於該國南部，由智利南极省負責管轄，行政中心位于威廉斯港。合恩角自治市设置於1927年12月30日，面積15,853平方公里，海拔高度39米，2002年人口2,262，人口密度每平方公里0.1人。

## 外部連結
- Cabo de Hornos commune (Chile). 2006（页面存档备份，存于）
- （西班牙文） Official website of the Municipality of Cabo de Hornos（页面存档备份，存于）
- Official website of Puerto Williams（页面存档备份，存于）
- Gobierno Regional Magallanes y Antártica Chilena Official website (in Spanish)
- Cape Horn Biosphere Reserve（页面存档备份，存于）